# McLean megye (Illinois)
McLean megye az Amerikai Egyesült Államokban, azon belül Illinois államban található. Megyeszékhelye és legnagyobb városa Bloomington. Lakosainak száma 170 954 fő (2020. április 1.).

## Szomszédos megyék
- Woodford megye (északnyugat)
- Livingston megye (északkelet)
- Ford megye (kelet)
- Champaign megye (délkelet)
- Piatt megye (dél)
- DeWitt megye (dél)
- Logan megye (délnyugat)
- Tazewell megye (nyugat)

## Népesség
A megye népességének változása:
| Lakosok száma | 169 828 | 170 701 | 172 295 | 174 647 | 173 166 | 170 954 |
|               | 2010    | 2011    | 2012    | 2013    | 2015    | 2020    |